# 奧克蘭城 (印地安納州)
奧克蘭城（英語：Oakland City）是一個位於美國印地安納州吉布森縣的城市。

## 人口
根據2010年美國人口普查的數據，奧克蘭城的面積為2.62平方千米，當中陸地面積為2.62平方千米，而水域面積為0.00平方千米。當地共有人口2,429人，而人口密度為每平方千米927.1人。